# Општине у Јукатану
Мексичка савезна држава Јукатан има 105 општина:
- Абала
- Акансе
- Акил
- Алачо
- Бака
- Бокоба
- Букзоц
- Ваљадолид
- Дзан
- Дземул
- Дзидзантун
- Дзилам Гонзалез
- Дзилам де Браво
- Дзитас
- Дзонкавич
- Еспита
- Зукакаб
- Изамал
- Иксил
- Јаскаба
- Јаскукул
- Јобаин
- Кава
- Какалчен
- Калотмул
- Канасин
- Кансакаб
- Кантамајек
- Кантунил
- Кинтана Ро
- Кинчил
- Конкал
- Копома
- Кузама
- Кункунул
- Мама
- Мани
- укатан)
- Мерида
- Мокоча
- Мотул
- Муксупип
- Муна
- Окаба
- Октун
- Омун
- Опичен
- Оскускаб
- Панаба
- Пето
- Прогресо
- Рио Лагартос
- Сакалум
- Самаил
- Сан Фелипе
- Санакат
- Санта Елена
- Сеје
- Селестун
- Сенотиљо
- Синанче
- Сокчел
- Сотута
- Судзал
- Сума
- Сусила
- Тадзиу
- Тамек
- Теабо
- Теја
- Текал де Венегас
- Теканто
- Текас
- Текит
- Теко
- Теком
- Телчак Пуебло
- Телчак Пуерто
- Темас
- Темозон
- Тепакан
- Тетиз
- Тизимин
- Тикул
- Тимукуј
- Тинум
- Тискакалкупул
- Тискокоб
- Тисмевак
- Тиспевал
- Тункас
- Уајма
- Уи
- Уку
- Уман
- Унукма
- Чаксинкин
- Чанком
- Чапаб
- Чемас
- Чикиндзонот
- Чиксулуб Пуебло
- Чичимила
- Чочола
- Чумајел